# Milonga
Der mehrdeutige Begriff Milonga bezeichnet:
- eine rioplatensische Musikrichtung – in gauchesker Tradition spielen payadores, Gaucho-Trobadore, Milongas auf der Gitarre und singen improvisierte Lyrik;[1]
- eine daraus abgeleitete Form, ein zu den Cantes de ida y vuelta gezählter Palo des Flamenco;[2]
- eine fröhlich-schnelle Tanzgattung aus Argentinien – eine Vorläuferin des Tango Argentino;
- eine Veranstaltung, auf welcher zu drei verschiedenen rioplatensischen Musikrichtungen getanzt wird: Tango argentino, Vals und eben Milonga;
- ein Tanzlokal oder einen Club, also den Ort, wo sich Milongueras und Milongueros zum Tanzen treffen.

## Etymologie und Wortgeschichte

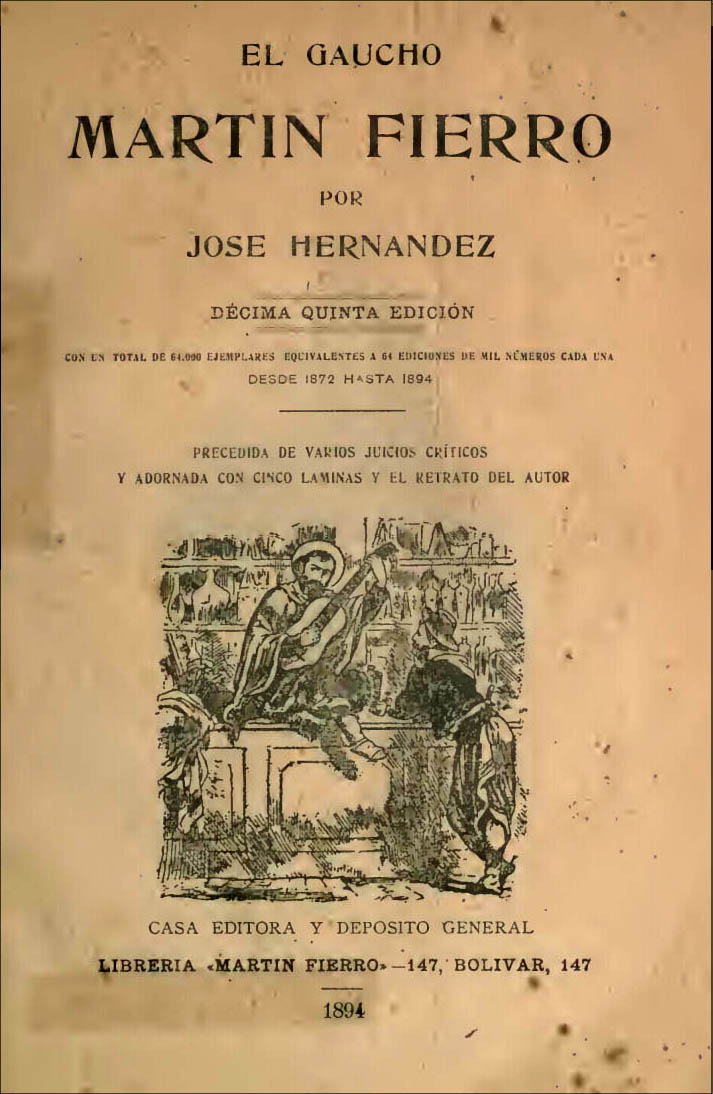
Titelseite des Gaucho-Epos Martín Fierro, 15. Ausgabe 1894

Laut José Gobello, dem Präsidenten der Academia Porteña del Lunfardo, handelt es sich bei der Lunfardo-Vokabel milonga um einen Afronegrismus aus der südwestafrikanischen Bantu-Sprache Kimbundu. Es ist der Plural von mulonga, mit der Bedeutung „Wörter“, „Gerede“. Ganz in diesem ursprünglichen Sinne bedeutet milongas (pluralisch gebraucht) im heutigen Umgangsspanisch noch „Lug und Trug“.
Zur Geschichte des Wortes milonga schreibt der Hispanist Dieter Reichardt:

„Während unter der Negerbevölkerung Brasiliens die ursprüngliche Bedeutung 'Wörter', bzw. 'Gerede' erhalten blieb, bezeichnet Milonga in Uruguay die payada pueblera, den Gesang nach Städteart... In Buenos Aires hatte Milonga um 1870 die Bedeutung von Fest- und Tanzveranstaltungen und Ort derselben … Bald darauf bezeichnete Milonga eine spezifische Tanzliedform.“

Durch die Verwendung des Wortes Milonga in der 192. Strophe, Vers 1142, des argentinischen Nationalepos El Gaucho Martín Fierro ist diese Vokabel Milonga in der Bedeutung Tanzveranstaltung ab dem Jahr 1872 wortgeschichtlich belegt:
v 1139 Supe una vez por desgracia

v 1140 Que había un baile por allí,

v 1141 Y medio desesperao

v 1142 A ver la milonga fui.
Einmal erfuhr ich leider

Dass dort eine Tanzveranstaltung stattfände,

Und halb verzweifelt

Ging ich dahin, mir die Milonga anzuschauen.

## Milonga – die fröhlichere Schwester des Tangos
Der melancholische, langsamere, meditative Tango argentino wird nach einem geflügelten Wort, das man dem Tangopoeten Enrique Santos Discépolo zuschreibt, als „ein trauriger Gedanke, den man tanzen kann“ (un pensamiento triste que se puede bailar) charakterisiert.
Dagegen sind der pikareske Canyengue, der Valsecito criollo und die mitreißende Milonga „die fröhlicheren Schwestern des Tangos“. Lockere Tanzhaltung, betonte Körpersprache und lächelnde Gesichter kennzeichnen Milongatänzer, die bei Shows immer zu diversen Späßen aufgelegt sind.
Diesen scharfen Gegensatz zum ernsten Tango mit seiner steifen Tanzhaltung und seinen selbstzerfleischenden Liedtexten voller „tränender Männeraugen“ drückt ein schelmisches uruguayisches Bonmot treffend so aus:
En cada tango se muere un argentino. (In jedem Tango stirbt ein Argentinier.)

### Musikrichtung

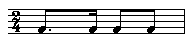
Rhythmus der Habanera mit punktierter erster Achtelnote

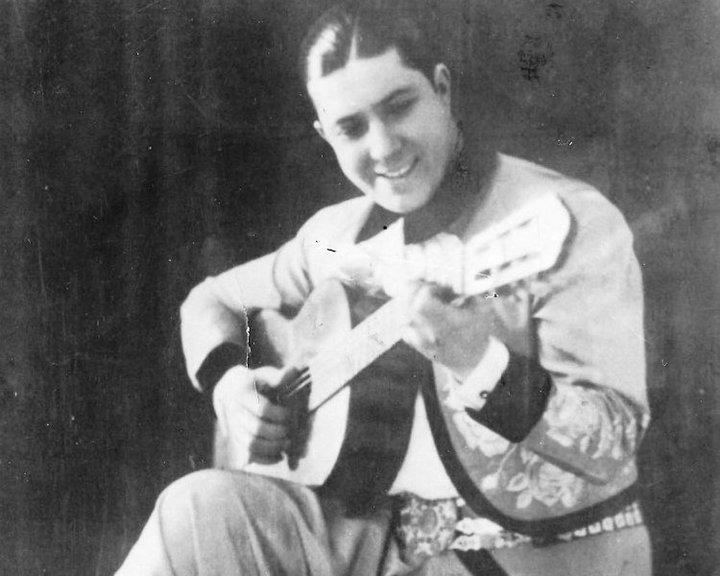
Der Sänger Carlos Gardel begleitet sich nach Gaucho-Payador-Manier zur Gitarre.

Die folkloristische Milonga-Musikrichtung ist in den Río-de-la-Plata-Staaten entstanden. Ihr 2/4-Takt entspricht dem der kubanischen Habanera. Aus Uruguay stammen ihre afroamerikanischen Candombe-Elemente. Gaucho-Poeten, payadores genannt, sangen zu Gitarrenbegleitung improvisierte Gedichte zu dieser Musik (milonga campera oder milonga pampeana):

„Der Klang des Tango-Vorläufers Milonga wurde durch die Gitarre bestimmt, welche als Begleitung ländlicher ‚Bänkelsänger‘ (payadores) diente – auch bei der Mehrzahl von Gardels Aufnahmen ist diese einfache Besetzung noch hörbar.“

Im Gegensatz zum Tango, dessen markante rhythmische Betonungen durch Synkopierungen von Phrase zu Phrase abgewandelt werden und der kein festes Rhythmus-Muster kennt, besitzt die Milonga ein festes Rhythmusmuster.
Je nach Artikulationsform, Tempo und Gesangsart unterscheidet man:
- Milonga candombe, im ursprünglichen Vorläuferrhythmus. Z. B.Negrito[11], Tango negro[12]. Eine Besonderheit dieser Spielart ist die Verwendung von Perkussion-Instrumenten wie beim rioplatensischen Candombe.
- Milonga campera ('ländlich'), auch Milonga pampeana und Milonga sureña („südlich“) genannt; z. B. „Milonga criolla“ (Francisco Canaro). Payada-ähnlich (ursprünglich sang man Gaucho-Gedichte zur Gitarre), melodisch, legato.
- Milonga ciudadana ('städtisch'), auch Milonga urbana oder Milonga porteña genannt. Alle diese Bezeichnungen beziehen sich auf die Hafenstadt Buenos Aires. Ein Beispiels ist die „Milonga sentimental“ von Francisco Canaro, staccato.

Bedeutende Musiker, Komponisten, Arrangeure, Orchesterleiter und Textdichter wandten sich Anfang des 20. Jahrhunderts der Gattung der Milonga zu, wie Jorge Cardoso, Francisco Canaro, Pedro Laurenz, Miguel Caló, Abel Fleury, Ernesto Cordero.
Auf Tanzabenden häufig zu hörende Milonga-Titel sind unter anderem:
- schnell gespielte Milongas:

El porteñito, Milonga de antaño, Papas calientes, Ella es así, Milonga de mis amores, Yo soy de San Telmo, No hay tierra como la mía, Silueta porteña, Reliquia porteñas, Milonga que peina canas, Flor de Montserrat, La cicatriz, El llorón, Cacareando, Milonga de mis tiempos.
- langsamere Milongas:

Milonga sentimental, Milonga brava, Milonga criolla, Milonga del 900, Reina de Saba.
- Milongas mit schelmischen, kabarettistischen Texten:

Se dice de mí, Yo me llamo Juan Te Quiero, La milonga de mis perros, Milonga lunfarda.

### Tanzgattung, Tanzstile
Schon im 19. Jahrhundert erfreut sich die Milonga als Volkstanz großer Popularität. Heutzutage ist sie fester Bestandteil eines jeden Tango-Tanzabends. Tänzerisch gilt die Milonga als die beschwingtere, schnellere Vorläuferin des Tangos, deshalb wird sie nur mit ausgewählten, unkomplizierteren Tangobewegungen getanzt:

„Das Vertanzen einer Milonga gestaltet sich [im Vergleich zum Tango] deshalb doppelt so schnell, da auch auf die weniger betonten Schläge ein Schritt gesetzt wird... In der Milongamusik gibt es aber durchaus Passagen, in denen dominierende Instrumente nur die Einsen betonen, man also zur halb so schnellen Tanzweise zurückkehrt. Dies ist ein geeignetes Manöver, bei dieser temperamentvollen Musik wieder herunterzuschalten und Hektik zu vemeiden.“

Manchmal markieren Milongueros diesen Wechsel von schnell zu langsam oder vom Traspié-Stil zum Lisa-Stil durch ein einmaliges lautes Aufstampfen mit dem Absatz, (taconeo).
Man unterscheidet zwei Hauptstilarten:
- Milonga-lisa       – man nutzt den Tanzraum mit langen Schritten voll aus.
- Milonga-traspié – man tanzt auf engem Raum mit schnellen, verdoppelten Trippelschritten.

Zwar haben alle melodischen Phrasen ein und desselben Milonga-Stückes im Gegensatz zum Tango das gleiche rhythmische Grundmuster, aber Tänzer können eben beide Stilarten innerhalb ein und derselben Milonga kombinieren:

„Tanzt man die Milonga mit einfachen Schritten [Lisa-Stil], dann setzt man die Schritte mit dem ersten und dritten Schlag des Grundrhythmus. Man macht also Schritte gleicher Dauer. Tanzt man jedoch mit verdoppelten Schritten [Traspié-Stil], ergeben sich Unterschiede, je nachdem ob man die erste oder die zweite Hälfte des Rhythmusmuster der Milonga tanzt.“

### Liedtexte
Die Milonga-Lyrik ist eine Weiterentwicklung der Payadas der ursprünglichen Gaucho-Poesie mit improvisiertem Wechselgesang. Als Beispiel für weiterentwickelte Milonga-Lyrik diene hier der Text einer Milonga ciudadana, der „Milonga sentimental“.
Selbstbezüglich erzählt dieser Liedtext davon, dass diese Milonga komponiert und erdichtet wurde, um an eine gescheiterte Liebesbeziehung zu erinnern, was ein bekannter Topos der Tango-Lyrik ist. Während jedoch in der Tango-Poesie das lyrische Ich in machistischem Selbstmitleid verharrt und oft aus Zermarterung stirbt, findet es im beschwingten Rhythmus der Milonga Trost, um immer wieder über ein Scheitern hinwegzukommen: „Yo canto pa' no llorar (Ich singe, um nicht zu weinen).“
Insofern kann man die Milonga zu Recht als „die fröhlichere Schwester“ des Tangos bezeichnen.
Milonga pa' recordarte,

Milonga sentimental.

Otros se quejan llorando,

Yo canto pa' no llorar.

Tu amor se secó de golpe,

Nunca dijiste por qué,

Yo me consuelo pensando

Que fue traición de mujer.

(estribillo)

Varón, pa’ quererte mucho,

Varón, pa’ desearte el bien,

Varón, pa’ olvidar agravios

Porque ya te perdoné.

Tal vez no lo sepas nunca,

Tal vez no lo puedas creer,

Tal vez te provoque risa,

Verme tirao a tus pies.

Es fácil pegar un tajo

Pa' cobrar una traición,

O jugar en una daga

La suerte de una pasión.

Pero no es fácil cortarse

Los tientos de un metejón,

Cuando están bien amarrados

Al palo del corazón.

Varón, pa’ quererte mucho...

(bis)

Milonga que hizo su ausencia.

Milonga de evocación,

Milonga para que nunca

La canten en tu balcón.

Pa’ que vuelvas con la noche

Y te vayas con el sol.

Pa’ decirte que sí, a veces

O pa’ gritarte que no.

Varón, pa’ quererte mucho...

(estribillo)
Milonga, um an Dich zu erinnern,

Milonga der Empfindsamkeit

Andere klagen mit Tränen,

Ich singe, um nicht zu weinen.

Deine Liebe versiegte plötzlich,

Niemals sagtest Du warum.

Ich tröste mich mit dem Gedanken,

Dass es Verrat einer Frau war.

(Refrain)

Karikiertes Porträt des Tangodichters Homero Manzi

Manns genug, um Dich sehr zu lieben,

Manns genug, um Dir alles Gute zu wünschen,

Manns genug, um Beleidigungen zu vergessen,

Weil ich Dir schon verziehen habe.

Vielleicht wirst Du es nie erfahren,

Vielleicht kannst du es nicht glauben,

Vielleicht lachst du darüber,

Wenn du mich zu deinen Füßen liegen siehst.

Es ist leicht, mit dem Messer zu stechen,

Um einen Verrat zu rächen,

Oder mit dem Dolch um

Den Erfolg einer Leidenschaft zu wetten.

Aber es ist nicht leicht, sich die Fesseln einer

Leidenschaftlichen Liebe zu durchschneiden,

Wenn sie festgebunden sind um den

Um den Pfahl des Herzens.

Manns genug, um Dich sehr zu lieben...

(Wiederholung des Refrains)

Milonga, die durch ihre Abwesenheit entstand,

Milonga der Erinnerung,

Milonga, damit man sie Dir niemals

als Ständchen an Deinem Balkon singt.

Damit Du mit der Nacht zurückkommst

Und mit der Sonne wieder fortgehst.

Um Dir Ja zu sagen oder manchmal

Nein zu schreien.

Manns genug, um Dich sehr zu lieben...

(Wiederholung des Refrains)

## Tanzveranstaltung
Seit 1872 ist der Begriff Milonga in der Bedeutung „Tanzveranstaltung“ wortgeschichtlich belegt.
Heutzutage treffen sich Tangotänzer, Tangueras und Tangueros, Milongueras und Milongueros, in Milongas (Lokalen, Clubs), um zu drei verschiedenen rioplatensischen Musikrichtungen zu tanzen: Tango, Vals und eben Milonga (Musikstil).
Die Queer-Tango-Bewegung versucht, die heteronormative Geschlechterrollenverteilung aufzubrechen, um dadurch auch Lesben, Schwulen, Bisexuellen und Transsexuellen eine Heimat im Tango zu geben; es haben sich auch eigenen 'Queer-Milongas’ und Queer-Tango-Festivals entwickelt.

### DJing – Rolle des DJs
Ein DJ stellt Tandas und Cortinas zusammen. Am Milonga-Abend spielt er abwechselnde Folgen von drei bis vier Stücken der gleichen Art und meist vom gleichen Interpreten. Also z. B. eine Tango-Tanda, eine Milonga-Tanda und eine Vals-Tanda. Am Ende einer jeden Tanda folgt ein nicht-tanzbares Stück, eine cortina ('Vorhang'). Sie soll das Signal für die Tänzer sein, sich zu trennen, auf den eigenen Platz zurückzugehen und das Spiel der Tanzpartnersuche zur nächsten Tanda von neuem zu beginnen.
Zum Abschluss einer Milonga ist es üblich, dass der DJ als letzten Tango el tango de los tangos (den Tango aller Tangos), La Cumparsita, auflegt. Dieses Stück ist das musikalische Signal, dass den Tangotänzern anzeigt, dass die Veranstaltung ihrem Ende entgegengeht.

### Verhaltenskodex, Aufforderung perCabeceo
Der harmonische Ablauf einer Milonga wird durch verschiedene Verhaltensnormen geregelt. Zum Beispiel sind Milongueras und Milongueros angehalten, rücksichtsvoll auf parallelen Spuren entgegen dem Uhrzeigersinn, in einer ronda, zu tanzen. Rund um die Tanzfläche sind Tische angeordnet. Zum Tanz eingeladen wird entweder durch direkte, verbale Aufforderung am Tisch, also aus der Nähe und in der Regel durch den Mann, oder aber nonverbal aus der Ferne durch Blickkontakt (mirada) und eine anschließende Kopfbewegung, den Cabeceo. Erwidert nun die Frau – ebenfalls nonverbal – diese diskret-unauffällige Einladung durch ein bestätigendes Kopfnicken oder Augenzwinkern (guiño), so trifft man sich direkt auf der Tanzfläche, bzw. der Mann geht auf die Frau zu, die aufsteht bzw. ihm entgegengeht, wenn er in ihrer Nähe angekommen war. Missverständnisse, wem ein Cabeceo gegolten hatte, kommen gleichwohl vor. Ansonsten schaut die Frau weg, und der Mann versteht, dass sie nicht tanzen möchte. Diese Sitte einer Einladung aus der Ferne durch einen Cabeceo ist ein rioplatensischer Milonga-Ritus, der in den Ursprungs-Metropolen des Tangos, in Buenos Aires und Montevideo, häufig gepflegt wird.
Grammatikalisch ist cabeceo die erste Person Präsens des Verbums cabecear, was im Kontext der Milonga-Riten mit ich bewege den Kopf zu übersetzen nwäre.. El cabeceo, ist die substantivierte Form dieses Verbs, also deutsch Kopfbewegung:

«Cabecear: intr. Mover la cabeza a un lado y a otro o arriba y abajo.
Cabeceo m. acción de cabecear»

„intr. Den Kopf von einer Seite zur anderen oder von oben nach unten bewegen.
Die Handlung, den Kopf zu bewegen.“

Gegenüber einer direkten Aufforderung aus der Nähe am Tisch der Dame, bietet die indirekte Einladung aus der Ferne per Cabeceo einige Vorzüge:
1. Der Cabeceo vermeidet die für die Frau unangenehme Situation, am Tisch aufgefordert zu werden, wenn sie nicht tanzen möchte. Es bleibt ihr die unangenehme Zwickmühle zwischen höflichkeitsbedingter Zusage oder einer den auffordernden Tanguero enttäuschenden Abweisung erspart.
2. Der Cabeceo ermöglicht sogar eine unauffällige Damenwahl. Die Tanguera schaut in die Runde und fixiert mit einem gewinnenden Lächeln den Tänzer ihrer Wahl. Der so angeschaute Tanguero wird diese nonverbale Aufforderung entweder durch Wegschauen ablehnen oder aber durch eine Kopfbewegung annehmen:

„Spätestens seit meiner Buenos Aires-Erfahrung weiß ich, dass ich als Frau sehr wohl auffordern kann ... Das Geheimnis des Aufforderns per Blick liegt darin, dass beide potentiellen Partner einander gezielt auswählen ... Der Mann, mit dem ich dann tanze, kann sich jedenfalls sicher sein, dass ich in dieser Tanda ganz bei ihm bin, mich ganz diesem Tanz hingebe, zumindest für dies [sic!] sieben Minuten.“

1. Der Cabeceo vermeidet den eventuellen „Gesichtsverlust“ eines abgewiesenen Tangueros. Fordert ein Tänzer eine Tänzerin persönlich durch Ansprechen am Tisch auf und lehnt diese die Tanguera die Aufforderung ab, so kann der Tanguero nur schlecht eine andere in der Nähe sitzende Tänzerin auffordern, denn verständlicherweise möchte keine Tänzerin als 2. Wahl gefragt werden.
2. Der Cabeceo ermöglicht es sogar, eine Tanguera aufzufordern, wenn diese sich gerade in einem Gespräch befindet. Nimmt eine Tänzerin während ihres Gesprächs einen Tanguero wahr, der Blickkontakt mit ihr aufzunehmen versucht, kann sie diese «mirada» mittels eines Cabeceo erwidern, das Gespräch abbrechen und zur Tanzfläche gehen oder aber die Unterhaltung fortsetzen und den Versuch eventuell für später registrieren.[24]

In der Praxis und besonders bei unübersichtlicherer Situation auf größeren Tanzveranstaltungen lassen viele Frauen und Männer den Blick zu verschiedenen, in Betracht gezogenen Tanzpartnern schweifen, statt sich auf einen einzigen zu fixieren, oder Männer gehen ein Stück auf die aufzufordernde Frau zu.
Durch die Aufteilung des Tanzabends in Tandas erfolgt das Aufforderungsgeschehen hauptsächlich in den Cortinas und zu Beginn des ersten Stückes danach, und Tanzwillige können sich in dieser Zeit auf die Blickkontakte konzentrieren.
Am Ende einer Tanda bedankt man sich und der Mann geleitet die Frau zu ihrem Platz zurück (sehr traditionell). Sich zu trennen, während eine Tanda noch nicht zu Ende gespielt wurde – oder gar vor dem Ende eines Stückes – gilt als unhöflich.

## Tanzlokal, Tangoclub

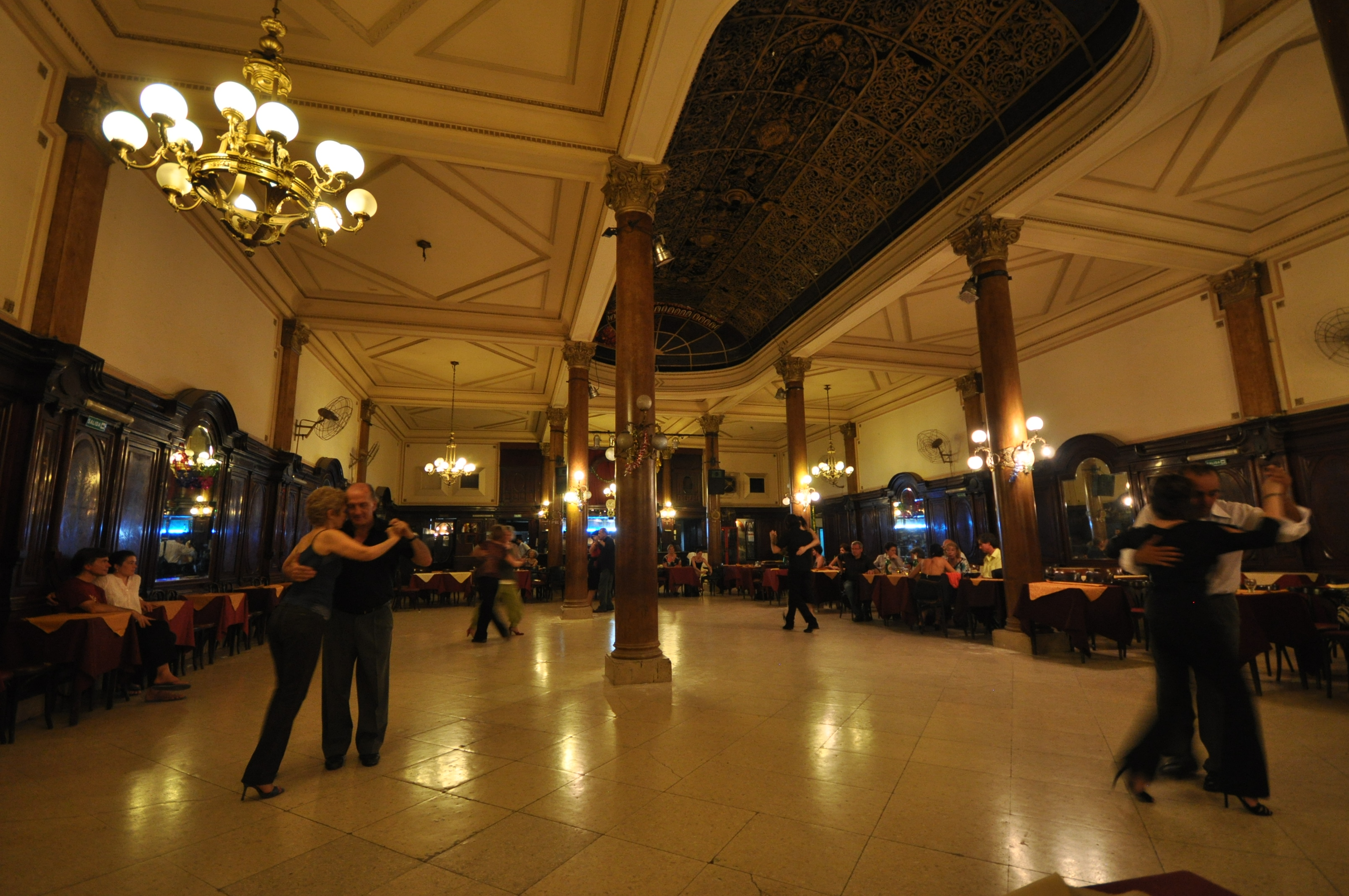
Renommiertes Tango-Tanzlokal „La Confitería Ideal“ in Buenos Aires

Tanzveranstaltungen für Tango Argentino, die in diesem Kontext ebenfalls Milonga genannt werden, finden regelmäßig in denselben Lokalen statt. Solche Tango-Tanzlokale bzw. die Veranstaltungen tragen auch in Deutschland oft spanische Namen, wie z. B. in Berlin: Mala Junta, La Bruja, El Gato … Häufig finden vor Beginn Tanzkurse oder Prácticas (Übungsstunden) statt und manchmal gibt es Show- oder Orchestereinlagen während einer Milonga.
In Buenos Aires ist die Milongakultur, bedingt durch das von der argentinischen Militärdiktatur verhängte Versammlungsverbot, lange Zeit nur im Untergrund gepflegt worden. Seit Anfang der 1990er Jahre nimmt hier der Tango Argentino eine sehr dynamische Entwicklung. Viele neue Milongas wurden ins Leben gerufen, so dass heute täglich ein Angebot an mindestens 15 verschiedenen Veranstaltungen besteht. Aktuelle Informationen über Milongas in Buenos Aires findet man in der kostenlosen Zeitschrift El Tangauta.
Zu den renommiertesten Milongas (Tanzlokalen, bzw. Tangolubs) in Buenos Aires zählen:
- Confitería Ideal: Im holzvertäfelten Obergeschoss des „Ideal“, unter goldenen Lüstern und bröckelndem Putz trifft sich das meist ältere Publikum zum Tanz.
- Salón Canning: Freitags ist die von Omar Viola unter dem Namen Parakultural[28] ausgerichtete traditionelle Milonga der Treffpunkt für die besten Tänzer der Stadt. Hier wird vor allem der Estilo Milonguero, Tanzen in enger Umarmung (abrazo cerrado), gepflegt.
- La Nacional und El Beso sind weitere Traditions-Milongas.
- Sunderland Club: Hier treffen sich die alteingesessenen Milongueros und zelebrieren den traditionellen Tango mit all seinen strengen Verhaltensregeln (códigos).
- La Viruta: Tanzparkett für Nachwuchstänzer mit Massen-Tanzstunden (bis zu 300 Teilnehmer). Electrotango ist hier stark vertreten.
- La Marshall, milonga gay: Dieser erste Queer-Tango-Salon eröffnete im Jahre 2002. Hier sind vor allem gleichgeschlechtliche Tanzpaare willkommen.[29]

### Musikrichtung
- Carlos Gardel singt zu Gitarre in Gaucho-Payador-Manier die „Milonga Sentimental“ (Sebastián Piana): Video auf YouTube
- Musikgeschichtlicher Artikel über die Beziehung von Milonga, Payadores und Tango in spanischer Sprache: Video auf YouTube

### Tanzstile
- Milonga-lisa-Tanzstil: El Flaco Dani tanzt zu „Tortazos“ (orquesta Osvaldo Pugliese): Video auf YouTube
- Rhythmusmuster der Mlonga bei einfachem Tempo: Video auf YouTube.
- Milonga-traspié-Tanzstil: El Flaco Dani und Silvina Vals tanzen zu „Tango Negro“ eine „Milonga candombera“ (Juan Carlos Cáceres): Video auf YouTube
- Rhythmusmuster der Milonga bei doppeltem Tempo: Video auf YouTube.
- Geraldine Rojas und Javier Rodriguez tanzen zu „Flor de Mon(t)serrat“ (orquesta típica Rodolfo Biaggi): Video auf YouTube
- Los Hermanos Macana tanzen zu „Reliquias Porteñas“: Video auf Youtube – Francisco Canaro; Führungswechsel innerhalb desselben Musikstücks bei: 0:36, 0:45, 1:19, 1:33, 1:46. Dies ist ein Beispiel für Gendering im Queer Tango.
- Silueta Porteña — Özgür Demir & Marina Marques - Tango Harmony
- Milonga-Tanzunterricht in 19 OnLine-Lektionen von Maestro Papito Avellaneda, komplette Playlist: Video auf YouTube

### Tanzveranstaltung

#### „Tango DJing“ – Rolle des DJs
- The DJ's Role
- Tango DJing
- Tandas

#### Verhaltenskodex, Aufforderung durchCabeceo
- Die Milonga, ihre Verhaltensnormen und Gebräuche.
- Das Auffordern beim Tango – Warum tanzt er/sie nicht mit mir?
- Ein flammendes Plädoyer für den „Cabeceo“
- Art of the Cabeceo – Das Youtube-Video illustriert den Ablauf der nonverbale Aufforderung zum Tanz, den cabeceo.

### Tanzlokale
- Find here a milonga in any city
- Berühmte Milongas (Tanzlokale) in Buenos Aires – Artikel aus der spanischen Tageszeitung ABC vom 21. November 2012.